# Omega (cząstka)

Struktura cząstki omega składająca się z trzech kwarków dziwnych

Ślad pierwszej zaobserwowanej cząstki Ω w komorze pęcherzykowej w Brookhaven National Laboratory

Omega, Ω− – cząstka elementarna należąca do hiperonów. Jest zbudowana z trzech kwarków dziwnych sss.

## Własności
Ma następujące własności:
- dziwność S = −3
- ładunek elektryczny wynosi −1
- spin wynosi 3/2 {\displaystyle \hbar } (jest fermionem)
- izospin wynosi 0
- masa spoczynkowa wynosi m = 1672,45 ± 0,29 MeV/c2
- średni czas życia τ = (8,21 ± 0,1) x 10−11 s

## Historia
Hiperon omega został zarejestrowany w komorze pęcherzykowej w wyniku zderzenia protonu z mezonem K− według zapisu:
{\displaystyle \mathrm {p+K^{-}\to K^{0}+K^{+}+\Omega ^{-}} }
W wyniku oddziaływania mezonu K− z protonem powstają: mezon K0, mezon K+ oraz hiperon Ω−. Po czasie ok. 10−10 sekundy hiperon Ω− rozpada się na mezon pion {\displaystyle \pi ^{-}} i hiperon ksi-zero.
{\displaystyle \Omega ^{-}\to \pi ^{-}+\Xi ^{0}}
Ten ostatni rozpada się następnie na hiperon lambda i pion {\displaystyle \pi ^{0}.} Z hiperonu lambda Λ powstaje proton i pion {\displaystyle \pi ^{-}.}
Pion {\displaystyle \pi ^{0}} praktycznie momentalnie w punkcie, w którym powstał, ulega rozpadowi na dwa kwanty gamma, które zamieniają się w pary elektronowo-pozytonowe.
Odkrycia dokonano w 1963 r. niezależnie w dwu laboratoriach: Brookhaven National Laboratory w stanie Nowy Jork i CERN-ie w Genewie.
Masę, ładunek i dziwność cząstki Ω− wydedukował z modelu kwarkowego Murray Gell-Mann przed jej otrzymaniem, powtarzając sukces Mendelejewa w stosunku do galu, skandu i germanu. Nazwa omega ma w intencji Gell-Manna oznaczać, iż jest to ostatni brakujący hiperon do ścieżki ośmiokrotnej (ang. Eightfold Way): omega jest ostatnią literą w greckim alfabecie.
We wrześniu 2008 ogłoszono odkrycie cząsteczki Ω−b składającej się z dwóch kwarków dziwnych i jednego kwarka b
Rysunek obok przedstawia schemat powstania i rozpadu hiperonu Ω−, zarejestrowany w komorze pęcherzykowej. Liniami przerywanymi zaznaczono drogi cząstek neutralnych, nie pozostawiających śladów w komorze. W wyniku oddziaływania mezonu K− z protonem powstają: mezon K0, mezon K+ oraz hiperon Ω−. Po czasie ok. 10−10 sekundy hiperon omega− rozpada się na pion {\displaystyle \pi ^{-}} i mezon Ξ0. Ten ostatni rozpada się następnie na hiperon lambda i pion {\displaystyle \pi ^{0}.} Z hiperonu lambda powstaje proton i pion {\displaystyle \pi ^{-}.} Pion {\displaystyle \pi ^{0}} praktycznie natychmiast, w punkcie, w którym powstał, ulega rozpadowi na dwa kwanty gamma, które zamieniają się w pary elektronowo-pozytonowe.